# 紅葉狩 (映画)
『紅葉狩』（もみじがり）は、1899年（明治32年）に製作された日本のサイレント映画、記録映画である。日本人によって撮影された現存する最古の映像である。初公開は製作の4年後、1903年（明治36年）7月7日である。

## 略歴・概要

### 撮影・公開の経緯
映画『紅葉狩』は、同名の能を題材として1887年（明治20年）10月に東京・新富座で初演された歌舞伎舞踊『紅葉狩』を、1899年（明治32年）11月に東京歌舞伎座で再演した際に、同劇場の支配人・井上竹次郎の提案でこれをそのまま活動写真に記録したドキュメンタリーフィルムである。歌舞伎座の裏に位置する芝居茶屋「梅林」前庭に仮設のオープンステージを組んで、そこで自然光により撮影することになった。撮影は1899年（明治32年）11月28日、柴田常吉により行われた。
当時「団菊」と並び称された九代目 市川團十郎と五代目 尾上菊五郎がカメラの前に立ったが、團十郎は大の活動写真嫌いだったため、自分が生きているうちは一般公開しないという条件のもとに撮影は行われた。撮影本番中に團十郎が扇を落とすハプニングが起きたが、リテイクは行われなかった。翌1900年（明治33年）11月3日に團十郎邸で上映会が催されている。
1903年（明治36年）2月18日に菊五郎が死去し、團十郎も病気で7月公演に出演できなくなったため、吉沢商店の提供により同年7月7日に大阪中座で本作は公開されることとなった。この年の9月13日には團十郎も死去している。

### 発掘と重要文化財指定
1939年（昭和14年）、映画史家の田中純一郎が新宿東宝劇場の支配人を務めていたときに、四谷の質屋が「団菊出演のフィルム」を買い取って欲しい旨申し出て来た。田中がみたところこれが『紅葉狩』で、当時、大日本映画協会会長を務めていた菊池寛に頼み、同協会がこのプリントを50円（当時）で買い取った。これはのちに東京国立近代美術館フィルムセンターに所蔵された。同センターの組織改編にともない、現在は国立映画アーカイブ相模原分館が所蔵する。
国外へもMaple Leaf Viewingのタイトルで紹介されている。
2006年（平成18年）、日活が6分ヴァージョンの可燃性フィルムのプリントをフィルムセンターに寄贈した。松竹会長の大谷信義も4分ヴァージョンの『紅葉狩』を寄贈していたが、日活ヴァージョンは、1927年（昭和2年）にデュープされたプリントで、現存する『紅葉狩』のプリントのうち最古であり、保存状態も良好なことから、2009年（平成21年）7月、重要文化財に指定された。映画フィルムとしては初の重要文化財指定となった。2022年には1927年の日活プリントよりもさらに古いフィルムが発見された。映画史家の本地陽彦が演劇関係者から入手したもので赤染色が施され、日活版とほぼ同じ長さだがそれぞれ若干の欠落がある。日活版と共通の傷がある、日活版より画質がよい、フィルムの端のエッジコードの有無などから、赤染色版と日活版はかつて同じフィルムであり、フィルムの端に製造会社名や製造年を記したエッジコードが見られないことから、日活版よりも古く1916年以前に製造されたフィルムではないかと推測されている。なお、五代目尾上菊五郎の養子で当時尾上栄三郎であった六代目尾上梅幸の回想によると、撮影本番に先立ち、養父に、やはり当時若手花形で菊五郎の義理の甥・市村家橘(のち十五代目市村羽左衛門)と二人で試験的に先に写してみるように言われ、いわばリハーサルを兼ねて「二人道成寺」を踊り、撮影したという。しかし、このフィルムは團菊の死後、いくつも複製されて各地で上映されるうち、散逸して失われてしまったらしく、現在に至るまで発掘されていない。ただ、この逸話について興味深いのは、栄三郎・家橘両人がこの撮影の翌月、12月歌舞伎座の本興行で「二人道成寺」を出し、それについて團十郎が「そりァいけねえあいつらのからだに踊りは無えそれよりやア丑之助一人に踊らせるがいい。おれと寺島（＝五代目菊五郎）が坊主になつて出てやらう」とクレームを付けていることで、これは試験撮影時の二人の踊りのまずさを團十郎が思い出しての発言か、それとも前記梅幸の後年の回想は、この本興行の舞台を「紅葉狩」撮影時のことと記憶違いしていて、試写は実際は行われず、したがってフィルムも元々存在しなかったのか、今となってははっきり分からない。

## スタッフ・作品データ
- 監督・撮影・編集：柴田常吉
- 上映時間（巻数）：6分 （1巻）
- フォーマット：白黒映画 - スタンダードサイズ（1.33:1） - サイレント映画
- 初回興行：大阪・中座

## キャスト
- 九代目 市川團十郎 - 更科姫
- 五代目 尾上菊五郎 - 維茂
- 二代目 尾上丑之助 - 山神[8]（子役）
- 三代目 市川新十郎 - 後見

## ストーリー
おもな登場人物は平維茂（たいらのこれもち）と更科姫（さらしなひめ、実は鬼女）である。維茂は、秋深い信濃の戸隠山で更科姫の催す紅葉狩の酒宴に招かれた。酒盃を重ね、うとうととする維茂に、更科姫は鬼女の本性を現して襲い掛かるが、目を覚ました維茂は鬼女を退治する。

## 逸話
團十郎が更級姫で竹本の「秋の入日の」のくだりで扇を高く投げ上げ、空中でくるくる回って落ちてくるところを受け止めるという曲芸まがいの振りのところを、撮影当日の朝からの強風のため流され、受け損なって取り落とすというハプニングがあったが、撮り直すことはせず続行された。そのため、この部分はそのまま残されている。なお、明治20年（1887年）10月、新富座初演の際、振付に当る予定だった初代花柳寿輔と團十郎との間に給金や主導権を巡って対立が生じ、寿輔が下りてしまったため、團十郎が自らの役である更級姫を初め、「紅葉狩」のすべての役の振りを自分一人で付けたが、この扇を投げるくだりは、寿輔の門下と思われる花柳勝次郎に「姫ともあろうものが、扇を投げるなどという形は絶対にすべきものではない」、さらに「お姫様が二本扇を使うものではない」などと厳しく批判されていた。